# El vizconde demediado
El vizconde demediado es una novela fantástica escrita por el autor italiano Italo Calvino. Fue publicada en 1952.
Este es el primer libro de la trilogía Nuestros antepasados, conformada además por las novelas El barón rampante (1957) y El caballero inexistente (1959).

## Resumen del argumento
En el siglo XVII, el vizconde Medardo de Terralba y su escudero Curzio marchan por la llanura de Bohemia para unirse al ejército cristiano para luchar contra los turcos. En el primer día de batalla, un soldado turco derriba al poco experimentado vizconde de su caballo. El vizconde continúa luchando a pie pero es partido en dos por una bala de cañón que lo golpea en el medio del pecho.
Como resultado de la lesión, el vizconde Medardo se convierte en dos personas: Gramo (el malo) y Buono (el bueno). Los doctores militares salvan a Gramo suturándolo a la mitad. Gramo regresa a Terralba, mientras que un grupo de ermitaños encuentran a Buono en medio de una pila de cuerpos. Los ermitaños lo curan y lo ayudan a recuperarse. Después de un largo peregrinaje, Buono regresa a casa.
Ahora hay dos vizcondes en Terralba. Gramo vive en el castillo, mientras que Buono vive en el bosque. Gramo disfruta causando daños y dolor, al contrario de Buono quien se dedica a hacer buenas obras. Pietrochiodo, el carpintero, prefiere construir guillotinas para Gramo que las máquinas que Buono le pide. Con el paso del tiempo, los ciudadanos rechazan a ambos vizcondes: a Gramo por su maldad y a Buono, cuyo altruismo los inquieta.
Tanto Gramo como Buono se enamoran de Pamela, una campesina. Pamela prefiere a Buono, pero sus padres le ordenan que acepte la propuesta de matrimonio de Gramo. El día de la boda, sin embargo, Pamela se casa con Buono porque Gramo llega tarde. Gramo reta a Buono a un duelo para decidir quién será el esposo de la campesina. En el duelo, ambos resultan gravemente heridos.
Trelawney, el doctor de la corte, toma ambos cuerpos y los cose juntos nuevamente. El vizconde vuelve a estar completo y, junto a su esposa Pamela, vive feliz por el resto de su vida.

## Personajes
- Medardo, el vizconde de Terralba.
- El narrador, el joven sobrino del vizconde.
- Dr. Trelawney, un médico inglés. Su nombre es una referencia al personaje de la novela de Robert Louis Stevenson La isla del tesoro.
- Pamela, una pastora de la que se enamoran ambas mitades del vizconde.
- Sebastiana, la nodriza del vizconde.
- Pietrochiodo, el carpintero de la corte.
- Ezequiel, el líder de la colonia hugonote.
- Esau, el hijo de Ezequiel.
- Ayulfo, el antiguo vizconde, padre de Medardo.
- Curzio, el escudero del vizconde.